# Friúmes
Friúmes ist eine Ortschaft und ehemalige Gemeinde in Portugal.

## Verwaltung
Friúmes war eine Gemeinde (Freguesia) im Kreis (Concelho) von Penacova. Am 30. Juni 2011 hatte die Gemeinde 648 Einwohner auf einer Fläche von 14,7 km².
Die Gemeinde bestand aus folgenden Ortschaften:
- Carregal
- Friúmes
- Miro
- Outeiro Longo
- Vale do Conde
- Vale Maior
- Vale do Meio
- Vale de Tronco
- Zagalho

Im Zuge der kommunalen Neuordnung Portugals am 29. September 2013 wurde die Gemeinde Friúmes mit Paradela zur neuen Gemeinde União das Freguesias de Friúmes e Paradela zusammengeschlossen. Sitz der neuen Gemeinde wurde Friúmes.